# Emily Seebohm
Emily Seebohm   (Adelaida, 5 de juny de 1992) és una nedadora australiana d'estil lliure, esquena, i combinat.

## Carrera
A l'edat de 14 anys, va guanyar els 100 m esquena en els Campionats d'Austràlia 2007, i fou seleccionada per al Campionat Mundial de Natació 2007. En el Campionat del Món a Melbourne, va guanyar una medalla d'or en els 4x100 m relleus. També va quedar en quart lloc en la final dels 100 m esquena i 14a en la 50 m esquena.
Seebohm també va guanyar l'or tant en la 100 m esquena i 4x100 m convinados en els Campionats Júnior de Natació Pan Pacific 2007.
El 6 de març de 2008 als Campionats Brisbane Catholic Schoolgirls, Seebohm va trencar el rècord dels 50 m esquena d'Austràlia amb un temps de 28,10 segons, perdent llavors el rècord mundial davant Li Yang amb 28,09 segons per una centena de segon.
Seebohm va tenir seguiment per la BBC com a part de la seva sèrie World Olympic Dreams, que la segueix mentre es prepara per a Londres 2012.
En els Jocs Olímpics de Londres 2012, Seebohm va establir un nou rècord olímpic en un partit de classificació de 100m esquena i va guanyar una medalla de plata en la final de l'esdeveniment.
En els Campionats de natació australians de 2013 va guanyar l'or en els 50 m i 100 m esquena i la plata en els 200 m convinados individual i el bronze en els 200 m esquena, classificant pel Campionat Mundial de Natació 2013. En el Campionat Mundial, es va associar amb Bronte Campbell, Emma McKeon i Brittany Elmslie en les eliminatòries dels 4 × 100 m estilo lliure, acabant en segon lloc. En la final les germanes Bronte i Cati Campbell, Emma McKeon i Alicia Coutts van guanyar la medalla de plata, acabant 0,12 segons darrere dels Estats Units.